# Krasnodęby-Rafały

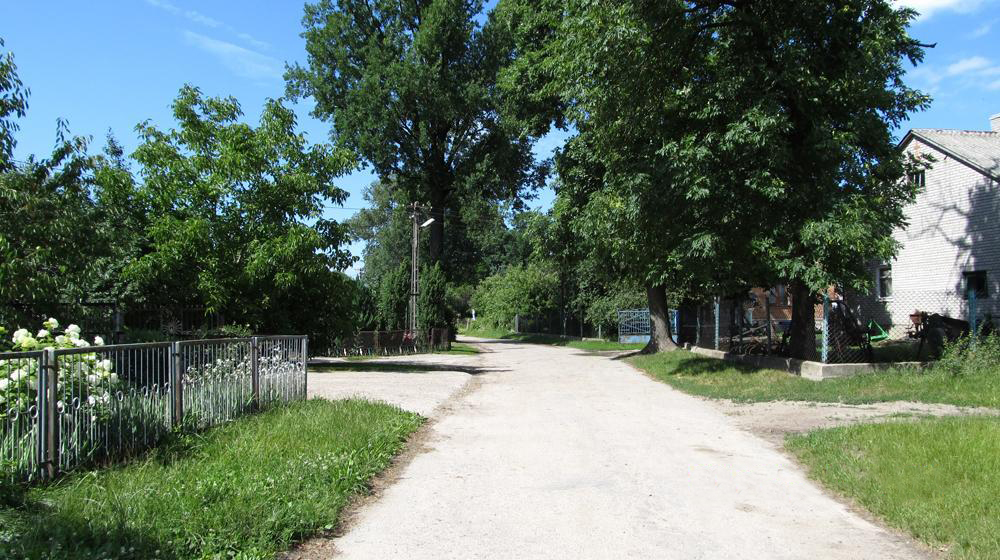
Krasnodęby Rafały, widok od strony wsi Remiszew

Krasnodęby-Rafały – wieś w Polsce położona w województwie mazowieckim, w powiecie sokołowskim, w gminie Sokołów Podlaski. Ma status sołectwa.
Zaścianek szlachecki Rafały należący do okolicy zaściankowej Krasnodęby położony był w drugiej połowie XVII wieku w ziemi drohickiej województwa podlaskiego. W latach 1975–1998 miejscowość administracyjnie należała do województwa siedleckiego.
Jedna z trzech, obok Krasnodębów Sypytek i Krasnodębów Kasm, gniazdowych wsi szlacheckich, założona pod koniec XV wieku, przez ród Krasnodębskich.

Według rodowej legendy jej założycielem był Rafał, jeden z trzech braci, dziedziców na Krasnodębach, któremu wieś zawdzięcza nazwę. Początkiem wsi był drewniany dwór szlachecki i karczma które leżały przy jednej z odnóg Wielkiego Gościńca Litewskiego łączącego Koronę Polską z Wielkim Księstwem Litewskim.

Słownik Geograficzny Królestwa Polskiego i Innych Krajów Słowiańskich podaje że w roku 1827 Krasnodęby Rafały, należące wówczas do gminy Wyrozęby w powiecie Sokołów Podlaski, liczyły 12 domostwa z 60 mieszkańcami natomiast w roku 1883 10 domostw z 57 mieszkańcami. Tereny uprawne wsi liczono wówczas na 334 mórg.

W roku 1999, wieś Krasnodęby Rafał wraz z Krasnodębami Sypytkami oraz Krasnodębami Kasmami, została włączona do gminnego systemu wodociągowego. We wszystkich trzech wsiach dostępne są też kablowe media telewizyjne i telefoniczne. Liczba ludności - 58 osób. Całkowita powierzchnia gruntów - 204,22 ha w tym; grunty rolne - 146,06 ha; łąki i pastwiska - 34,16 ha; lasy - 13,12 ha; nieużytki - 0,39 ha.
Wierni kościoła rzymskokatolickiego należą do parafii św. Wawrzyńca w Kożuchówku